# Dějiny Třeboně

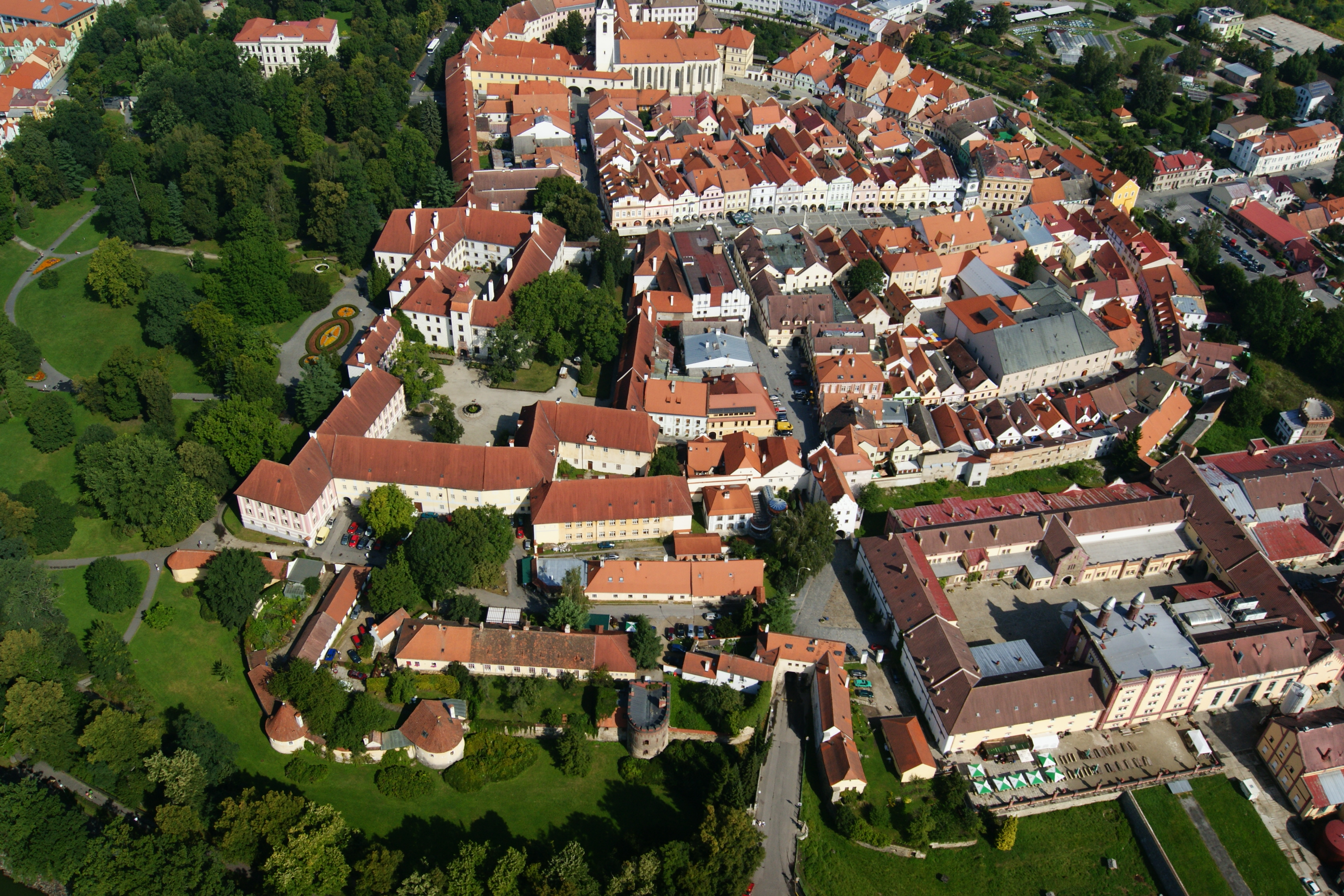
Letecký pohled na historický střed města.

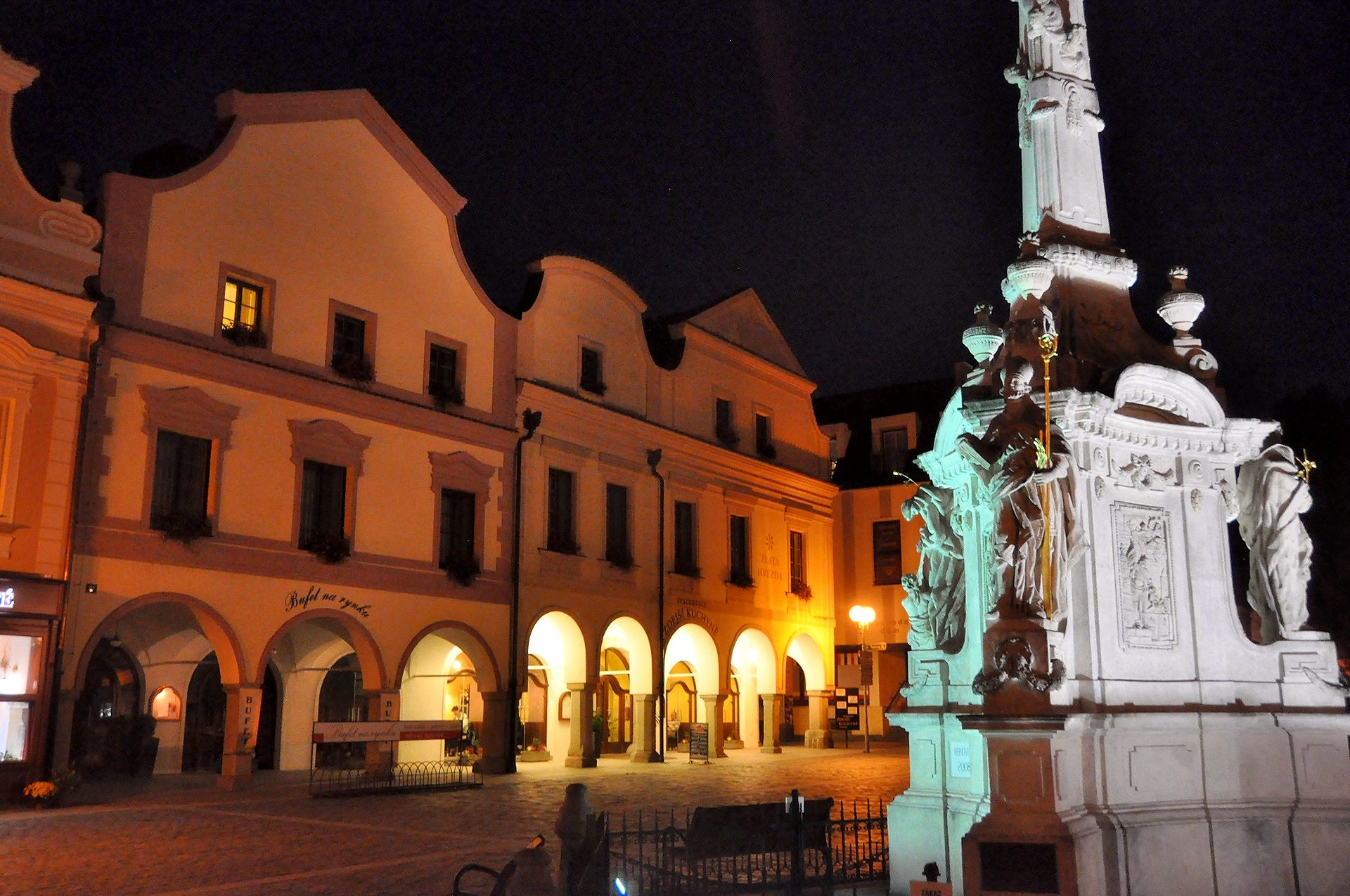
Mariánský sloup na dnes Masarykově náměstí.

Dějiny města Třeboně zahrnují historické období od 12. století až do současnosti.

## Středověk
Název Třeboň pochází nejpravděpodobněji ze slova tříbit či třebit, které znamená šlechtit, zlepšovat či zdokonalovat (viz význam slova vytříbený). Tříbila se zde půda po vykácených stromech. Téměř celé Třeboňsko bylo původně zalesněné a podmáčené (lužní lesy), od počátků osídlení se zde těžily a zpracovávaly stromy; krajina resp. půda se tříbila/třebila pro hospodářské využití. Obdobně získala jména obce Třebonín, Třebíč, Třebenice, Třebová, Třebichovice, Třebechovice, Třebušín apod. (některé zdroje uvádějí význam slova třebit jako kácet či ničit les).
Počátky města sahají do poloviny 12. století, kdy v místě vznikl dvorec a poté osada. Kolem roku 1280 je připomínán farní kostel v Třeboni (Witingenowe). Město se rozvinulo nejprve jako malá osada na tzv. Vitorazské stezce. Původní stezka procházela přímo středem města v ose dnešního Masarykova náměstí. Ze západu vycházela směrem na České Budějovice (kde byla později postavena tzv. Břilická brána a z východu potom směrem na Jindřichův Hradec tzv. Hradeckou bránou. Ještě před postavením zděného opevnění byla Třeboň chráněna alespoň valem.
Město se rozvíjelo díky úspěšným zemědělcům, řemeslníkům a rybářům. Proto o místní panství usiloval rod Rožmberků, který jej později získal.
Statut města Třeboň získala nejspíše v roce 1341, kdy je poprvé uváděna jako město s rychtářem. V letech 1376 a 1378 tzv. právo měst královských a výsadu na dovoz soli. Tak významnou výsadu mělo jen několik měst. Třeboni bylo povoleno dovážet týdně dva vozy soli z oblasti dnešního Rakouska. Původně byla v držení Vítkovců (Vítek z Prčic), v roce 1366 přešla pod záštitu bratrů z Rožmberka a získala svůj český název. Ve století patnáctém Rožmberkové v Třeboni i sídlili. V roce 1367 čtyři rožmberští bratři založili při farním kostele sv. Jiljí a Panny Marie Královny v Třeboni augustiniánský klášter, který se stal střediskem vzdělanosti celé oblasti (zrušil jej až císař Josef II. k roku 1785, klášterní prostory pak připadly třeboňskému vikariátu). Úspěšně se rozšiřující opevněné město začalo ve 14. století získávat svá první předměstí. Pro rozvoj Třeboně byla určujícím faktorem především okolní krajina. Směrem na sever a na východ byl růst města nemožný, vzhledem k podmáčeným půdám. Nová předměstí proto vznikla jižně od dnešní Třeboně (tzv. Svinenské předměstí a Břilické předměstí). Knížecí pivovar v Třeboni byl založen nejspíše roku 1379. Vařeno ale bylo ječmenné, povolení vařit pšeničné pivo získalo město až na počátku století šestnáctého.
V 15. století došlo ke sporu ohledně výběru poplatků z obchodních cest mezi Třeboní a Českými Budějovicemi. Docházelo k přepadání vozů vozících zboží. Spor nakonec musel rozhodnout až král Jiří z Poděbrad, který se zastal Třeboně a obnovil privilegium na dovoz soli.

## Novověk

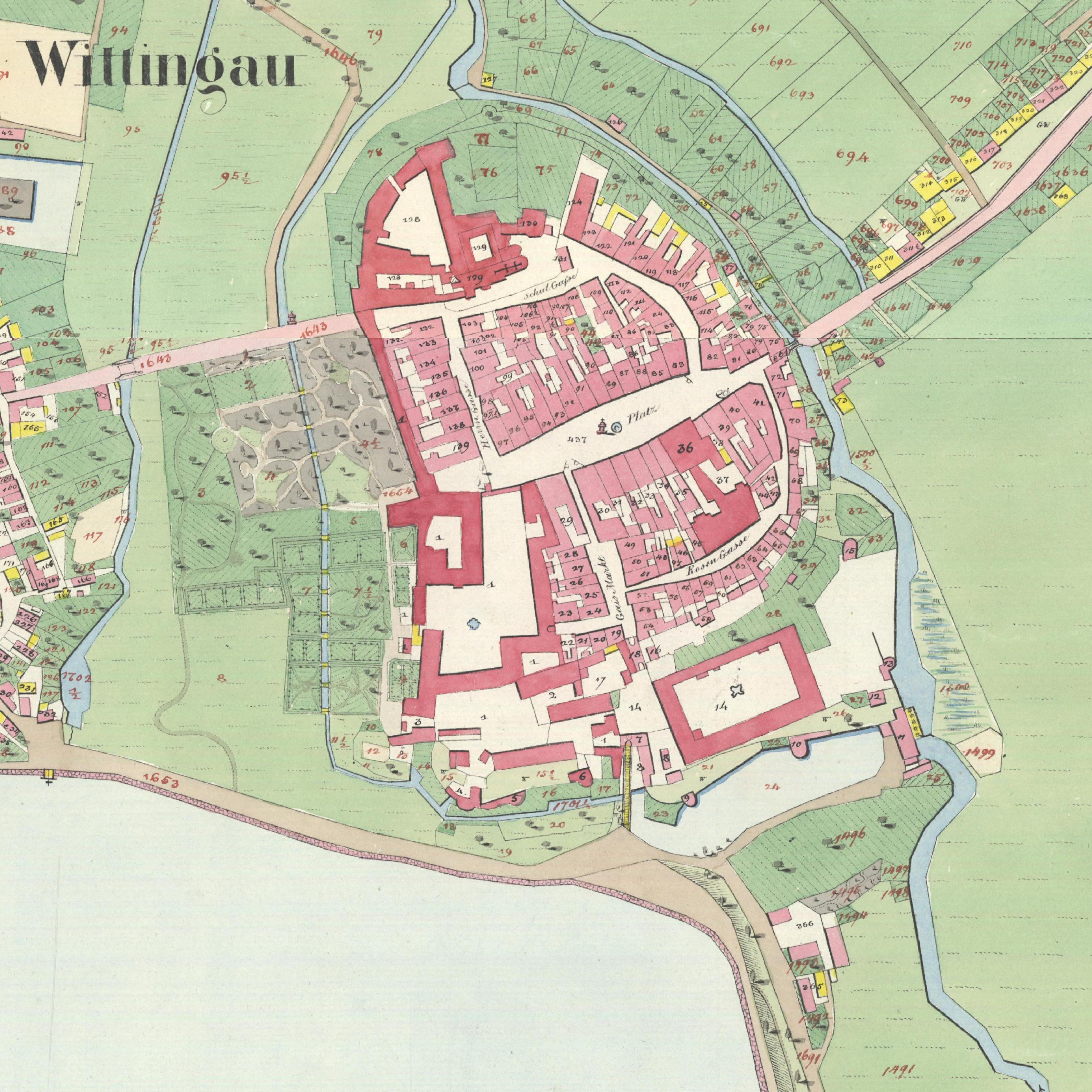
Mapa Třeboně ze stabilního katastru z r. 1827.

První rybníky založil koncem 15. století Štěpánek Netolický. Na jeho dílo v 16. století navázali rybníkáři Mikuláš Ruthard z Malešova a Jakub Krčín. Realizace rybniční soustavy takového rozsahu znamenala výstavbu nových kanálů a stok, také si ale vyžádala přesunutí části města. Zbouráno bylo celé Svinenské předměstí a nedávno vybudované tzv. Nové město. Upravováno bylo také i opevnění; kvůli rybníku Svět byly strženy jižní části zdí. Na přelomu 15. a 16. století začal vznikat i třeboňský zámek, a to postupnou přestavbou původního hradu.
V 80. letech 16. století (za majitele Viléma z Rožmberka) měl na třeboňském zámku alchymistickou dílnu Edward Kelley. V této době také byl zámek i renesančně přestavěn. Podle italských mistrů vznikala řada dalších staveb po celém městě; renesanční podobu získala radnice i místní brány. Působil zde např. Dominik Cometa. Přestavbu usnadnil i oheň, který roku 1562 poškodil město. Po smrti Viléma z Rožmberka přenesl do Třeboně své sídlo jeho bratr, rožmberský vladař Petr Vok z Rožmberka; ten zde roku 1611 bez dědiců zemřel. Řada umělecky hodnotných domů nicméně lehla popelem při rozsáhlém požáru, který město zachvátil roku 1618. Uvolnil se nicméně prostor pro pozdější a novou barokní architekturu. O dvacet let později město zasáhla také morová epidemie. Výsledkem bylo v závěru třicetileté války poloprázdné město, opuštěné rybníky a zpustošená krajina.
Panství připadlo Švamberkům a po bitvě na Bílé hoře císaři. V roce 1620 obléhal Třeboň císařský generál Baltasar Marradas, nicméně díky mocným hradbám jeho útok od západu nebyl úspěšný. Proto se rozhodl město vyhladovět a to se po několika měsících v únoru 1622 vzdalo. Následovalo plenění, které se nevyhnulo ani hodnotným sbírkám na místním zámku. Po třicetileté válce vnímalo místní obyvatelstvo nastoupený kurz rekatolizace s nebývalým odporem, neboť se Třeboňští ke katolictví do té doby většinově nehlásili. Mariánský sloup na dnešním Masarykově náměstí, byl umístěn v roce 1780.
Roku 1660 se dosud eggenberské panství Třeboň stalo majetkem knížecího rodu Schwarzenbergů, kteří je spravovali až do první pozemkové reformy z roku 1919 (zámek až do roku 1940, respektive 1948).
Město bylo stiženo také celou řadou pohrom. V roce 1781 to byl například rozsáhlý požár, který zdevastoval téměř tři čtvrtiny města. Ke konci století stálo v Třeboni okolo tří stovek domů.
Roku 1779 zde byl zřízen katolický vikariát, který existoval až do roku 1952. V polovině 19. století učitel Václav Hucek a jeho dcera Berta zde při rašeliništi založili první slatinné lázně v těsné blízkosti Zlaté stoky.

## 19. a 20. století

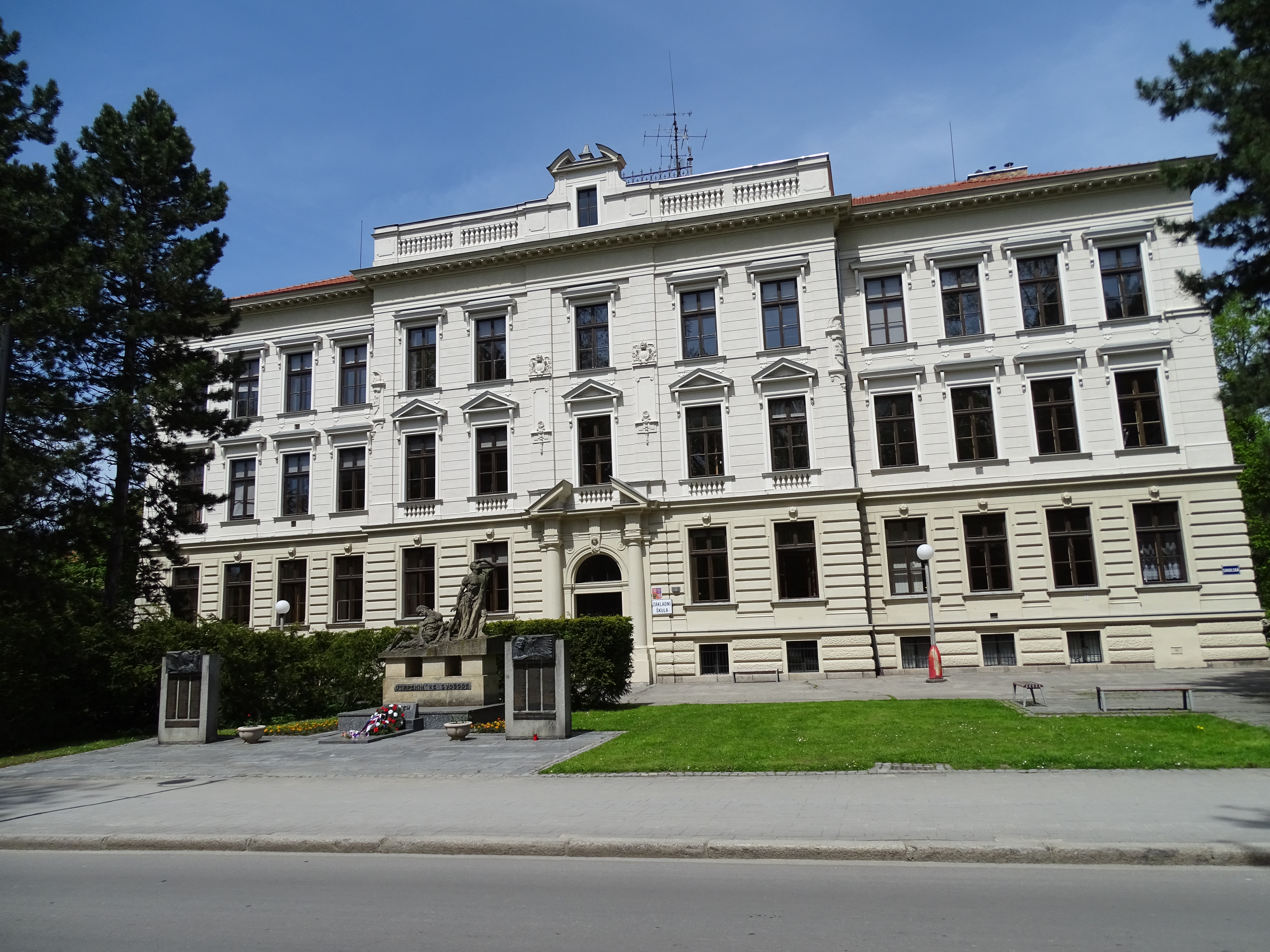
Původní budova gymnázia.

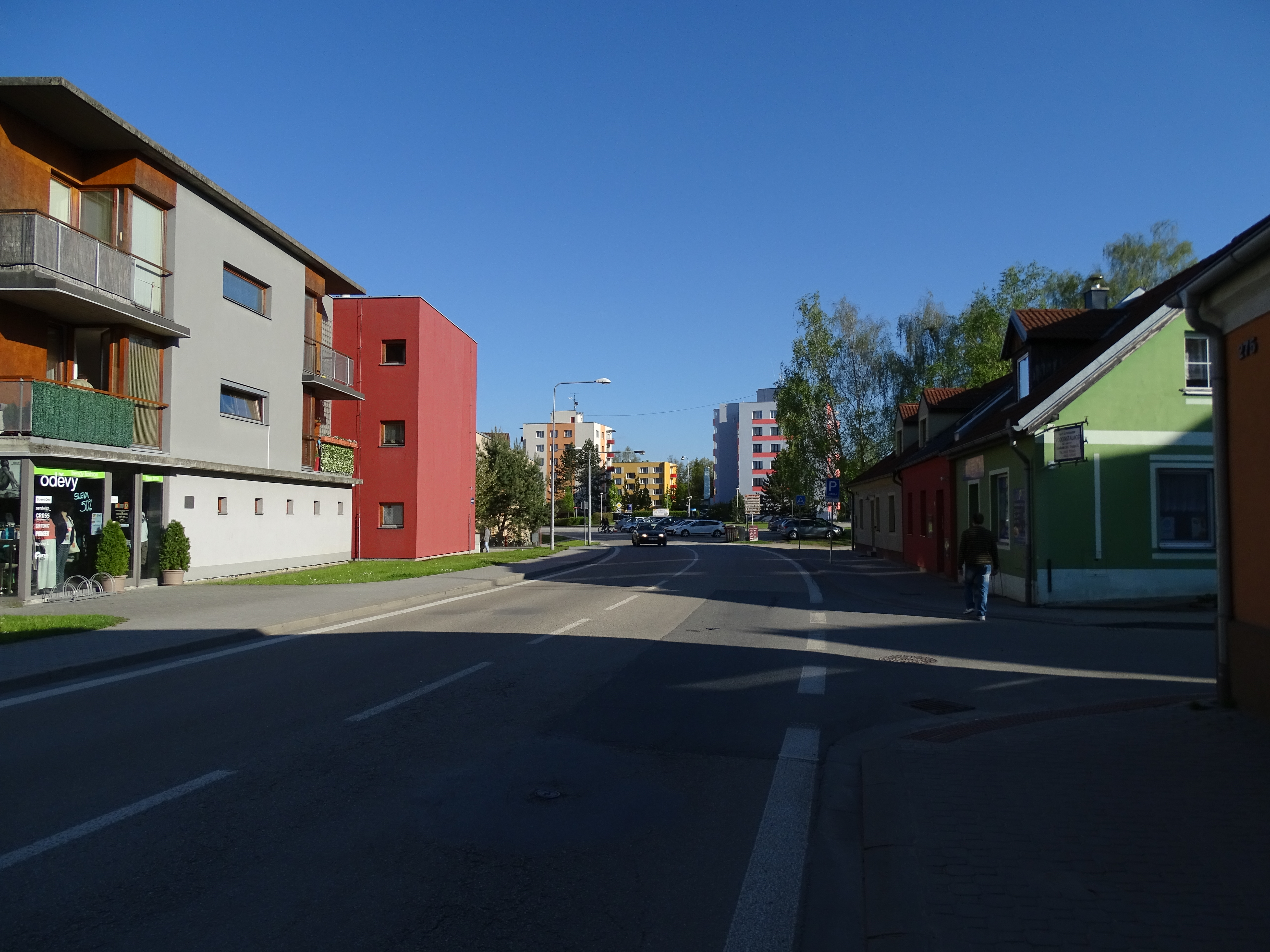
Ulice Táboritská s panelovými domy „Na Hliníku“.

19. století bylo pro celé město obdobím postupného rozvoje. V roce 1833 získala Třeboň svoje divadlo, které dnes nese název J. K. Tyla. Roku 1850 získalo v souvislosti se změnami v Habsburské monarchii vlastní samosprávu. Nově byla Třeboň okresním městem i městem soudním. V roce 1871 do města dorazil první vlak. Železniční trať České Velenice – Veselí nad Lužnicí, která dnes Třeboní prochází, byla nicméně ve své době součástí delšího drážního spojení z Prahy přes Jižní Čechy do Vídně. V 70. letech byla postavena i Schwarzenberská hrobka a přebudován byl i zámecký park do podoby anglického parku. V roce 1890 zasáhla město povodeň, při níž se protrhla hráz rybníka Svět. Od roku 1903 sídlí v Třeboni gymnázium (Gymnázium v ulici Na Sadech). Gymnázium v Třeboni je zmiňované již v srpnu 1887 v souvislosti s "ordonancemi ministra školství" Gautsche, týkajících se zejména "postátnění vyšších škol".
Vznik nové republiky v závěru roku 1918 znamenal sice konec těžké války, zároveň ale vedl k zpřetrhání letitých vazeb. Třeboň se přiblížila nově ustanovené hranici s rakouskou republikou a železniční spojení do Českých Velenic a dále do zmenšeného Rakouska ztratilo na významu. V souvislosti s tím byla zvažována i možnost výstavby nové dráhy do Českých Budějovic, případně na jižní Moravu. Nic z toho ale nebylo pro nedostatek financí nakonec uskutečněno.
Prezident republiky T.G. Masaryk navštívil město oficiálně dvakrát, v letech 1919 a 1925. Pro potřeby modernizace a dalšího rozvoje města Třeboně byl v roce 1927 vypracován tzv. regulační plán. Vznikaly prvorepublikové vily, které se budovaly především prostoru směrem k železniční stanici a silnici na České Budějovice a Prahu. Postavena byla i nová koupaliště a rekonstruovány lázně. Přestavba původního objektu z 80. let 19. století znamenala odstranění původních historizujících fresek. Stavební práce byly na objektu dokončeny nicméně až po vypuknutí druhé světové války a okupaci českých zemí.
V průběhu 2. světové války položilo svůj život přes 80 občanů Třeboně. 26. června 1942 popravilo gestapo posledního meziválečného starostu města Františka Adama. Jména obětí jsou uvedena na pamětní desce v parku před budovou základní školy. Třeboň byla osvobozena 9. května 1945 vojsky 9. gardové armády 2. ukrajinského frontu Rudé armády. Po válce bylo v rámci podpory průmyslu rozhodnuto o umístění závodu společnosti Otavan do Třeboně. Město tak získalo nově i tradici v oblasti textilní výroby. Jihovýchodně od Třeboně byla zahájena těžba písku pro potřeby rozvoje stavebního průmyslu. Jako městu se značným historickým významem a městu lázeňskému se však Třeboni větší industrializace vyhnula. Pouze v prostoru Budějovického předměstí bylo postaveno menší sídliště. Větší stavbou ve městě byl vznik nových lázní (Aurora) na západním okraji a na břehu rybníka Svět.
Až do roku 1960 byla Třeboň okresním městem, poté byla administrativně zahrnuta pod Okres Jindřichův Hradec, jehož součástí je až do 21. století. Ještě v témže roce získala statut lázeňského města. Od roku 2003 má potom Třeboň statut města s rozšířenou působností.
V roce 1991 uzavřelo město po změně politických podmínek v Československu partnerství s městem Schrems. Od téže doby je také městem, které rozvíjí velmi intenzivně i místní turistiku. Řada historických památek ve středu Třeboně byla obnovena, v tomto směru bylo ale vyvíjeno úsilí již od 60. let 20. století. Celé historické náměstí (dnes Masarykovo) zůstalo zachováno až na jediný dům (U Bílého beránka) který byl znovu postaven v roce 1987. Od roku 1978 je jádro města městskou památkovou rezervací. Město také získalo nový pečovatelský dům a knihovnu a od roku 2010 sídlí jeho radnice v budově bývalých kasáren.